# Philippe de Carteret III
Philippe de Carteret III (Sark, 1620 – prima del 1675) è stato il 4º signore di Sark e il 20º Signore di Saint Ouen. Era figlio di Philippe de Carteret II.
Sposò Anne Dumaresq (1627 - 1700), figlia di Abraham, signore di Augres.
Durante la guerra civile inglese combatté con il grado di tenente sotto il comando del parente George Carteret e fu nominato cavaliere dall'esiliato Carlo II d'Inghilterra, allora principe di Galles, nel 1645, Nel 1661 divenne balivo di Jersey e nel 1670 fu creato baronetto di Saint Ouen e dell'isola di Jersey.
Nel 1663 gli succedette il figlio Philippe de Carteret IV.